# 歩兵第227連隊
歩兵第227連隊（ほへいだい227れんたい、歩兵第二二七聯隊）は、大日本帝国陸軍の歩兵連隊のひとつ。

## 概要
1939年（昭和14年）所属する第37師団とともに、久留米の留守第12師団の担当で、第6師団・第12師団の現役兵を中心に編成された。編成後ただちに華北山西省に進出、山西省南西部の運城周辺の警備に任じ、春季晋南作戦、郷寧作戦、晋中作戦、中原作戦、汾西作戦、山西粛正作戦などに参戦した。

## 京漢作戦
1944年（昭和19年）大陸打通作戦に参戦、河南省開封に移動し、4月17日23時に中牟で新黄河の渡河を開始、佐藤正滉大尉率いる第一大隊は、途中電話線を盗聴し中国軍に気づかれていないことを確認しながら、時速6kmないし8kmの半ば駆け足で鄭州に向かう。中国軍の背後を衝き、19日黎明太田武男中尉率いる第一中隊が朝靄のなか鄭州城の城壁をよじ登り占領する。20日から皆藤喜代志大佐率いる連隊主力が付近を掃討、当初の予定を上回る戦果をあげた。
なお第二大隊は連隊とは別に18日03時頃に渡河を開始、20日に師団主力とともに郭店に進出21日新鄭に向かう。23日には歩兵第225連隊が密県を占領、作戦の順調な推移を受け新鄭に集結した師団は暫時休養した。28日行動を再開し30日には許昌を占領、続いて第一大隊は5月3日に南進行動中の第27師団の指揮下に入り郾城を攻撃、5日に占領した。ここで進路を西に転じ盧氏付近まで進出するが、その後反転して第37師団は郾城南方に集結、6月下旬に南進を開始した。
6月も末であり、かなり気温も高い毎日であったが、西平から遂平へと南下し次の確山では想像もつかない寒波に襲われた。初夏の候というのに零下何度という猛烈な寒さが暴風とともに襲ってきたのである。この異常気象は二日間続いた。そして天候が回復すると太陽が沃野を照らし始めた。幸い第37師団は深刻な損害を被ることはなく、１ヶ月半前の第27師団の「長台関の悲劇」の跡を目の当たりにしながら南進を続けた。6月末信陽に到着、一週間ほど信陽に滞在し武昌方面への集結を命ぜられ、第一大隊先遣の第一中隊は7月5日武漢に着いた。

## 湘桂作戦
第一大隊は、第37師団に湘桂作戦参加の命令の下される前の8月31日に武昌を出発、宝慶の攻略においては正面から攻撃する師団主力に呼応し、宝慶北東の資江を渡河し背後からの宝慶城攻撃を命じられた。9月27日渡河を開始、連隊は直接戦闘には加わらなかったが、10月3日宝慶城に入城し城内を掃討した。
桂林作戦のため、桂林南東の茘浦および陽朔付近の要衝の占領が企図され、10月26日第37師団に恭城・陽朔への攻撃発進が命ぜられた。10月28日竜虎関の麓に到着、恭城県城に入り陽朔へ向かう。陽朔では中国軍の抵抗はなくすんなりと入城できた。皆藤大佐指揮の連隊主力と山砲一個大隊は陽朔を占領した後桂林に向かった。11月10日桂林城を攻撃、同日桂林城は第58師団が占領、11月12日柳州へ向かう。
柳州には第37師団の司令部がおかれ、その南方地域に連隊の宿営地が設けられた。ここで１ヶ月近くの休養をするが、休養中第一大隊には大きな出来事があった。大隊長の佐藤大尉が少佐に昇進し隊を離れ（発令は11月10日）、後任の大隊長には大窪春吉少佐が就任したのである。また第一中隊長の太田中尉も12月1日付けで大尉に昇進した。師団は大陸打通を達成し12月19日付けで印度支那駐屯軍戦闘序列に編入された。

## 仏印からタイ／マレーへ
先遣の第一大隊第一中隊は、12月中旬柳州を発ち仏印に向かう。賓陽から崑崙関を経て南寧に至り、12月31日思楽着いた。1945年（昭和20年）の正月を思楽近郊の名もない村落で過ごし、1月10日中越国境の鎮南関を越える。ランソンを経てサイゴンへと進み、3月9日明号作戦に参戦した。5月22日サイゴンを出発しプノンペンに、27日にはタイ王国のバンコクに到着した。なお、連隊長の皆藤少佐は3月に陸軍少将に進み隊を離れ河合自一大佐が赴任、長野中将が第16軍司令官に栄進したことに伴い、佐藤賢了中将が第37師団の師団長として赴任した。師団は、対イギリス戦に備えて陣地構築をしていたが、英領マレーへの移動を命じられタイ国内を移動中に終戦を迎える。大窪少佐率いる先遣隊は、7月末にタイピン近郊のブキッ・ムルタジャム駅に到着、同地で終戦を迎え、後レンパン島に収容される。1946年（昭和21年）5月1日レンパン島を出航、18日朝名古屋港に帰着した。

## 歴代連隊長
| 代 | 氏名       | 在任期間              | 備考 |
| -- | ---------- | --------------------- | ---- |
| 1  | 荒木正二   | 1939.3.25 -           |      |
| 2  | 上田勝     | 1940.9.16 - 1941.5.13 | 戦死 |
| 3  | 皆藤喜代志 | 1941.5.20 -           |      |
| 末 | 河合自一   | 1945.4.12 -           |      |